# Juan Bruno Zayas
Juan Bruno Zayas Alfonso (La Habana, 8 de junio de 1867 - 30 de julio de 1896) fue un médico y militar cubano. Su padre, Dr. José María de Zayas y Jiménez, era abogado y fue profesor, subdirector e incluso director del prestigioso colegio El Salvador tras la muerte de José de la Luz y Caballero cuyo cargo desempeñará hasta su clausura, en 1869. Su madre provenía de las Islas Canarias Fue hermano de Dr. Alfredo Zayas y Alfonso y del Dr. Francisco de Zayas, Embajador de Cuba en París y Bruselas.
Su título de Bachiller le fue expedido en 1886 y logró matricular en la Facultad de Medicina y Cirugía de la Universidad de La Habana en el curso 1885-86. Pero durante sus estudios de Medicina murió su padre y se vio muy afectado emocionalmente y uno de sus tíos Francisco Javier quien era médico y profesor universitario fue prácticamente su tutor hasta la culminación de su carrera de Medicina. Graduado de su profesión decide ejercer la Medicina en la zona rural de la Isla.

## Guerra Necesaria
Al iniciarse la Guerra de Independencia cubana, el 24 de febrero de 1895, fue uno de los que la apoyó como joven médico y con solo 27 años de edad se incorporó al Ejército Libertador.
Se alzó en armas el 25 de abril de 1895 al frente de un grupo en Vega Alta, Las Villas por lo que le fue conferido el grado de teniente coronel.

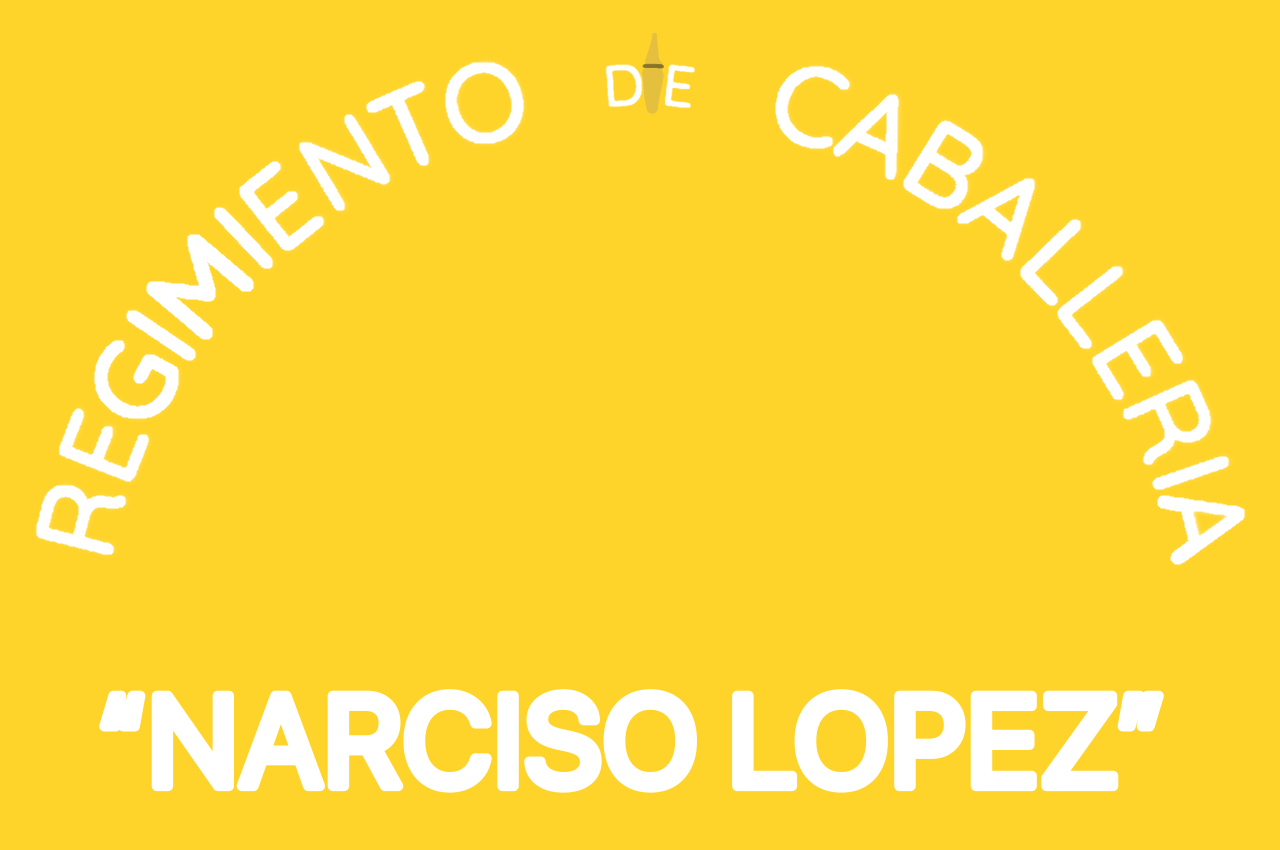
Bandera del Regimiento Narciso López

Quedó al frente del Regimiento de Infantería Narciso López cuando se organizó y el 24 de junio de 1895 pasó a mandar el Regimiento de Caballería Villa Clara, el cual organizó.
El 18 de julio de ese mismo año se puso bajo las órdenes del Mayor General Manuel Suárez, luego de haber atacado cuatro días antes el fuerte provincial. Fue ascendido a Coronel el 15 de agosto y ese mismo día se unió al Mayor General Serafín Sánchez, Jefe de la Primera División del Cuarto Cuerpo y así participó en numerosos combates hasta que se incorporó a las fuerzas del Generalísimo Máximo Gómez, en Mal Tiempo.
El 22 de enero de 1896 entró en Mantua al frente de la vanguardia de la columna invasora. Fue uno de los firmantes del Acta allí levantada, al siguiente día, dando por concluida la histórica y legendaria invasión de Oriente a Occidente.
También combatió en numerosas batallas donde fue gravemente herido y combatió en Matanzas, La Habana etc. Ya en junio de 1896 se encontraba una vez más operando en La Habana, su provincia natal. En cuanto a su ascenso a General de Brigada se dice que el Mayor General Antonio Maceo le confirió ese grado al llegar la invasión a Guane, el 20 de enero de 1896. 
Pero lo cierto es que el Titán de Bronce le entregó la proposición al General en Jefe en un escrito fechado en Nueva Paz, el 21 de febrero de ese mismo año quien a su vez lo hizo llegar al Consejo de Gobierno, el 8 de abril, siendo aprobado al siguiente día, convirtiéndose hasta ese momento en el General más joven del Ejército Libertador.
Sorprendido en una emboscada enemiga debido a un delator del lugar donde acampaba cayó en su puesto de combate el 30 de julio de 1896.